# Astragalus trichocarpus
Astragalus trichocarpus är en ärtväxtart som beskrevs av George Bentham. Astragalus trichocarpus ingår i släktet vedlar, och familjen ärtväxter.

## Underarter
Arten delas in i följande underarter:
- A. t. pseudohofmeisteri
- A. t. trichocarpus